# Lijst van Stolpersteine in Bunschoten
De lijst van Stolpersteine in Bunschoten geeft een overzicht van de gedenkstenen die in de gemeente Bunschoten in de Nederlandse provincie Utrecht zijn geplaatst in het kader van het Stolpersteine-project van de Duitse beeldhouwer-kunstenaar Gunter Demnig.
Stolpersteine zijn opgedragen aan slachtoffers van het nationaalsocialisme, al diegenen die zijn vervolgd, gedeporteerd, vermoord, gedwongen te emigreren of tot zelfmoord gedreven door het nazi-regime. Demnig legt voor elk slachtoffer een aparte steen, meestal voor de laatste zelfgekozen woning.
Omdat het Stolpersteine-project doorloopt, kan deze lijst onvolledig zijn.

## Stolpersteine
In de gemeente Bunschoten ligt een Stolperstein in Bunschoten-Spakenburg.

### Bunschoten-Spakenburg
| Afbeelding | Inscriptie | Adres          | Herdachte persoon            |
| ---------- | --- | -------------- | ---------------------------- |
|            | HIER WOONDE EVELINE DE LEEUW GEB. 1896 GEÏNTERNEERD 17-8-1942 GEDEPORTEERD UIT WESTERBORK VERMOORD 30-9-1942 AUSCHWITZ | Oude Schans 33 | Eveline de Leeuw (1896-1942) |

## Data van plaatsingen
- 3 mei 2022: Bunschoten-Spakenburg, een Stolperstein op Oude Schans 33